# Campionati europei di bob 2022
I Campionati europei di bob 2022 sono stati la cinquantaseiesima edizione della rassegna continentale europea del bob, manifestazione organizzata annualmente dalla Federazione Internazionale di Bob e Skeleton; si sono tenuti il 15 e il 16 gennaio 2022 a Sankt Moritz, in Svizzera, sulla pista Olympia Bobrun St. Moritz–Celerina, il tracciato naturale sul quale si svolsero le competizioni del bob ai Giochi di Sankt Moritz 1928 e di Sankt Moritz 1948 e le rassegne continentali del 1968, del 1972, del 1976, del 1980, del 1985, del 1993, del 1996, del 2004, del 2006, del 2009 e del 2016. La località elvetica ha quindi ospitato le competizioni europee per la dodicesima volta nel bob a due e nel bob a quattro uomini, per la quarta nel bob a due donne e per la prima nel monobob donne.
Anche questa edizione si svolse con la modalità della "gara nella gara", contestualmente all'ottava e ultima tappa della Coppa del Mondo 2021/2022 e ai campionati europei di skeleton 2022.
Dominatrice del medagliere è stata la Germania, capace di ottenere tre titoli sui quattro in palio e otto medaglie sulle dodici assegnate in totale: quelle d'oro vennero conquistate nel monobob donne da Mariama Jamanka, nel bob a due donne da Kim Kalicki e Lisa Buckwitz, entrambe al primo alloro europeo, e nel bob a due maschile da Francesco Friedrich e Thorsten Margis, rispettivamente al sesto e al quarto titolo continentale nella disciplina biposto; nella specialità a quattro si imposero invece i lettoni Oskars Ķibermanis, Dāvis Spriņģis, Matīss Miknis ed Edgars Nemme, tutti al primo successo europeo nel bob a quattro. Per Spriņģis e Nemme si trattò inoltre della prima medaglia in assoluto in una rassegna europea.

## Risultati

### Monobob donne
La gara è stata disputata il 15 gennaio 2022 nell'arco di due manches e hanno preso parte alla competizione 10 atlete in rappresentanza di 6 differenti nazioni. Per la prima volta nella storia dei campionati europei si assegnavano le medaglie nella disciplina del monobob femminile; il titolo è stato pertanto vinto dalla tedesca Mariama Jamanka, sopravanzando per un solo centesimo di secondo la connazionale Laura Nolte, vincitrice dell'argento, e la russa Nadežda Sergeeva cui andò il bronzo.
| Pos. | Atlete              | Nazione     | 1ª manche | 2ª manche | Totale  | Distacco |
| ---- | ------------------- | ----------- | --------- | --------- | ------- | -------- |
|      | Mariama Jamanka     | Germania    | 1'11"91   | 1'11"33   | 2'23"24 | –        |
|      | Laura Nolte         | Germania    | 1'11"79   | 1'11"46   | 2'23"25 | +0"01    |
|      | Nadežda Sergeeva    | Russia      | 1'12"26   | 1'12"00   | 2'24"26 | +1"02    |
| 4    | Melanie Hasler      | Svizzera    | 1'12"20   | 1'12"18   | 2'24"38 | +1"14    |
| 5    | Anastasija Makarova | Russia      | 1'12"35   | 1'12"05   | 2'24"40 | +1"16    |
| 6    | Karlien Sleper      | Paesi Bassi | 1'12"62   | 1'12"10   | 2'24"72 | +1"48    |
| 7    | Martina Fontanive   | Svizzera    | 1'12"67   | 1'12"33   | 2'25"00 | +1"76    |
| 8    | Ljubov' Černych     | Russia      | 1'12"82   | 1'12"37   | 2'25"19 | +1"95    |
| 9    | Andreea Grecu       | Romania     | 1'12"88   | 1'12"50   | 2'25"38 | +2"14    |
| 10   | Giada Andreutti     | Italia      | 1'13"72   | 1'12"69   | 2'26"41 | +3"17    |

Nota: in grassetto il miglior tempo di manche.

### Bob a due donne
La gara è stata disputata il 16 gennaio 2022 nell'arco di due manches e hanno preso parte alla competizione 11 compagini in rappresentanza di 6 differenti nazioni. Campionesse uscenti erano le tedesche Laura Nolte e Deborah Levi, giunte al traguardo in terza posizione e vincitrici della medaglia di bronzo; il titolo è stato pertanto vinto dalle connazionali Kim Kalicki e Lisa Buckwitz, con Kalicki già argento nel 2021 e Buckwitz argento nel 2018 e bronzo nel 2016; la medaglia d'argento è andata alle connazionali Mariama Jamanka, detentrice dei titoli del 2017 e del 2019, e Kira Lipperheide, per la prima volta su un podio europeo.
| Pos. | Atlete                               | Nazione       | 1ª manche | 2ª manche | Totale  | Distacco |
| ---- | ------------------------------------ | ------------- | --------- | --------- | ------- | -------- |
|      | Kim Kalicki Lisa Buckwitz            | Germania      | 1'08"10   | 1'07"40   | 2'15"50 | –        |
|      | Mariama Jamanka Kira Lipperheide     | Germania      | 1'08"02   | 1'07"52   | 2'15"54 | +0"04    |
|      | Laura Nolte Deborah Levi             | Germania      | 1'08"10   | 1'07"47   | 2'15"57 | +0"07    |
| 4    | Nadežda Sergeeva Julija Belomestnych | Russia        | 1'08"43   | 1'08"43   | 2'16"86 | +1"36    |
| 5    | Ljubov' Černych Julija Egošenko      | Russia        | 1'08"69   | 1'08"46   | 2'17"15 | +1"65    |
| 6    | Martina Fontanive Irina Strebel      | Svizzera      | 1'08"53   | 1'08"64   | 2'17"17 | +1"67    |
| 7    | Mica McNeill Adele Nicoll            | Gran Bretagna | 1'08"71   | 1'08"52   | 2'17"23 | +1"73    |
| 8    | Andreea Grecu Katharina Wick         | Romania       | 1'09"05   | 1'08"51   | 2'17"56 | +2"06    |
| 9    | Anastasija Makarova Elena Mamedova   | Russia        | 1'09"07   | 1'08"74   | 2'17"81 | +2"31    |
| 10   | Melanie Hasler Nadja Pasternack      | Svizzera      | 1'09"38   | 1'08"90   | 2'18"28 | +2"78    |

Nota: in grassetto il miglior tempo di manche.

### Bob a due uomini
La gara è stata disputata il 15 gennaio 2022 nell'arco di due manches e hanno preso parte alla competizione 17 compagini in rappresentanza di 12 differenti nazioni. Campioni uscenti erano i tedeschi Francesco Friedrich e Thorsten Margis, i quali si sono confermati anche in questa edizione vincendo il loro quarto titolo nella disciplina biposto dopo quelli conquistati nel 2017, nel 2018 e nel 2021, Friedrich centrò inoltre il sesto successo personale in quanto detentore anche dei titoli del 2015 e del 2019 vinti con Martin Grothkopp; la medaglia d'argento andò all'altra formazione tedesca composta da Johannes Lochner e Florian Bauer, con Lochner già argento nel 2017, nel 2019 e nel 2021, e Bauer alla sua prima medaglia continentale nel bob a due, mentre quella di bronzo fu conquistata dai russi Rostislav Gajtjukevič e Michail Mordasov, anche loro per la prima volta sul podio europeo nel bob a due.
| Pos. | Atleti                                 | Nazione       | 1ª manche | 2ª manche | Totale  | Distacco |
| ---- | -------------------------------------- | ------------- | --------- | --------- | ------- | -------- |
|      | Francesco Friedrich Thorsten Margis    | Germania      | 1'05"89   | 1'05"87   | 2'11"76 | –        |
|      | Johannes Lochner Florian Bauer         | Germania      | 1'06"14   | 1'05"98   | 2'12"12 | +0"36    |
|      | Rostislav Gajtjukevič Michail Mordasov | Russia        | 1'06"18   | 1'06"03   | 2'12"21 | +0"45    |
| 4    | Oskars Ķibermanis Matīss Miknis        | Lettonia      | 1'06"31   | 1'06"00   | 2'12"31 | +0"55    |
| 5    | Brad Hall Nick Gleeson                 | Gran Bretagna | 1'06"38   | 1'06"00   | 2'12"31 | +0"65    |
| 6    | Christoph Hafer Matthias Sommer        | Germania      | 1'06"49   | 1'06"20   | 2'12"69 | +0"93    |
| 7    | Michael Vogt Andreas Haas              | Svizzera      | 1'06"50   | 1'06"36   | 2'12"86 | +1"10    |
| 8    | Dominik Dvořák Jáchym Procházka        | Rep. Ceca     | 1'06"56   | 1'06"37   | 2'12"93 | +1"17    |
| 9    | Romain Heinrich Lionel Lefebvre        | Francia       | 1'06"57   | 1'06"43   | 2'13"00 | +1"24    |
| 10   | Markus Treichl Markus Glück            | Austria       | 1'06"50   | 1'06"57   | 2'13"07 | +1"31    |

Nota: in grassetto il miglior tempo di manche.

### Bob a quattro uomini
La gara è stata disputata il 16 gennaio 2022 nell'arco di due manches e hanno preso parte alla competizione 16 compagini in rappresentanza di 11 differenti nazioni. Campioni uscenti erano i tedeschi Francesco Friedrich, Thorsten Margis, Candy Bauer e Alexander Schüller, con Friedrich che stavolta ha condotto l'equipaggio in seconda posizione vincendo la medaglia d'argento con Schüller, Martin Grothkopp e Alexander Rödiger; Rödiger, all'ultima gara della sua carriera agonistica, era già detentore di tre titoli, vinti nel 2007, nel 2012 e nel 2013 mentre per Grothkopp fu il terzo argento nella disciplina a quattro. Il titolo è stato vinto dalla formazione lettone composta da Oskars Ķibermanis, Dāvis Spriņģis, Matīss Miknis ed Edgars Nemme, tutti alla prima affermazione continentale con Ķibermanis e Miknis già argento nel 2019; la medaglia di bronzo è invece andata al quartetto russo costituito da Rostislav Gajtjukevič, Michail Mordasov, Pavel Travkin e Aleksej Laptev, con Gajtjukevič e Mordasov a bissare il terzo posto ottenuto l'anno precedente insieme a Il'ja Malych e Ruslan Samitov. Per Spriņģis, Nemme, Travkin e Laptev si trattò del primo podio continentale in assoluto.
| Pos. | Atleti                                                                    | Nazione       | 1ª manche | 2ª manche | Totale  | Distacco |
| ---- | ------------------------------------------------------------------------- | ------------- | --------- | --------- | ------- | -------- |
|      | Oskars Ķibermanis Dāvis Spriņģis Matīss Miknis Edgars Nemme               | Lettonia      | 1'04"69   | 1'04"69   | 2'09"38 | -        |
|      | Francesco Friedrich Martin Grothkopp Alexander Rödiger Alexander Schüller | Germania      | 1'04"88   | 1'04"66   | 2'09"54 | +0"16    |
|      | Rostislav Gajtjukevič Michail Mordasov Pavel Travkin Aleksej Laptev       | Russia        | 1'04"84   | 1'04"82   | 2'09"66 | +0"28    |
| 4    | Christoph Hafer Michael Salzer Matthias Sommer Tobias Schneider           | Germania      | 1'04"88   | 1'04"80   | 2'09"68 | +0"30    |
| 5    | Johannes Lochner Florian Bauer Christopher Weber Christian Rasp           | Germania      | 1'04"96   | 1'04"80   | 2'09"76 | +0"38    |
| 6    | Michael Vogt Luca Rolli Cyril Bieri Andreas Haas                          | Svizzera      | 1'04"94   | 1'04"90   | 2'09"84 | +0"46    |
| 7    | Brad Hall Taylor Lawrence Nick Gleeson Greg Cackett                       | Gran Bretagna | 1'05"05   | 1'04"92   | 2'09"97 | +0"59    |
| 8    | Romain Heinrich Lionel Lefebvre Thomas Delmestre Jerome Laporal           | Francia       | 1'05"10   | 1'05"28   | 2'10"38 | +1"00    |
| 9    | Maksim Andrianov Aleksej Puškarëv Vasilij Kondratenko Dmitrij Lopin       | Russia        | 1'05"20   | 1'05"33   | 2'10"53 | +1"15    |
| 10   | Markus Treichl Markus Glück Sebastian Mitterer Robert Eckschlager         | Austria       | 1'05"34   | 1'05"61   | 2'10"95 | +1"57    |

Nota: in grassetto il miglior tempo di manche.

## Medagliere
| Pos.   | Nazione  | Oro | Argento | Bronzo | Totale |
| ------ | -------- | --- | ------- | ------ | ------ |
| 1      | Germania | 3   | 4       | 1      | 8      |
| 2      | Lettonia | 1   | 0       | 0      | 1      |
| 3      | Russia   | 0   | 0       | 3      | 3      |
| Totale | Totale   | 4   | 4       | 4      | 12     |